# Cohors II Flavia Brittonum

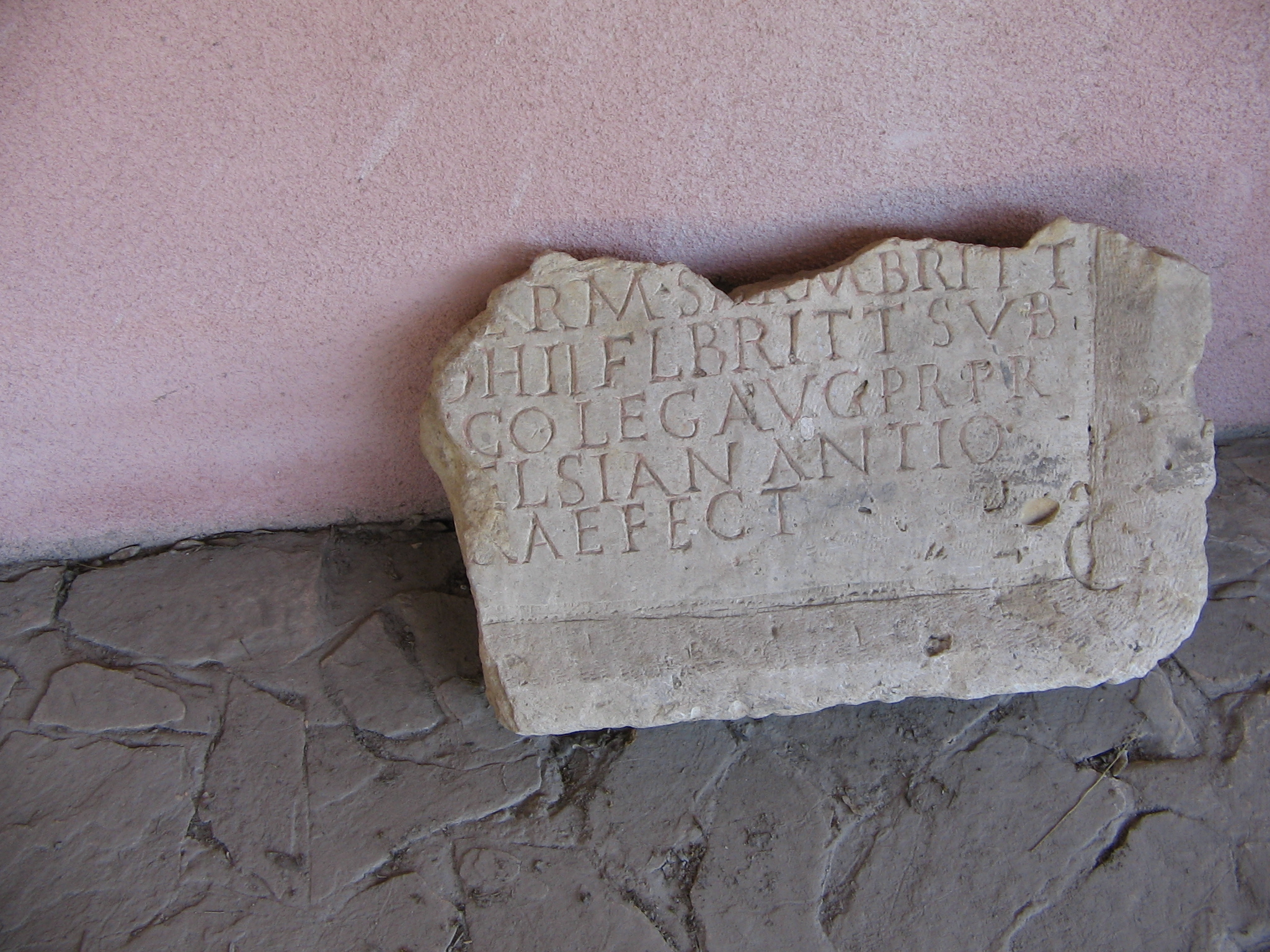
Eine Inschrift, gefunden in Russe, in der die COH II FL BRITT aufgeführt ist

Die Cohors II Flavia Brittonum [Alexandriana] [equitata] (deutsch 2. flavische Kohorte der Briten [die Alexandrianische] [teilberitten]) war eine römische Auxiliareinheit. Sie ist durch Militärdiplome und Inschriften belegt.

## Namensbestandteile
- Flavia: die Flavische. Die Ehrenbezeichnung bezieht sich auf die flavischen Kaiser Vespasian, Titus oder Domitian. Es sind insgesamt 14[1] Kohorten mit diesem Namenszusatz bekannt.

- Brittonum: [der] Briten. Die Soldaten der Kohorte wurden bei Aufstellung der Einheit auf dem Gebiet der römischen Provinz Britannia rekrutiert. Die in Britannien aufgestellten Hilfstruppeneinheiten haben 3 unterschiedliche Bezeichnungen: Britannica, Brittanorum und Brittonum. Die Gründe, warum unterschiedliche Bezeichnungen gewählt wurden, sind unklar.[2]

- Alexandriana: die Alexandrianische. Eine Ehrenbezeichnung, die sich auf Severus Alexander (222–235) bezieht. Der Zusatz kommt in der Inschrift (CIL 3, 7473) vor.

- equitata: teilberitten. Die Einheit war ein gemischter Verband aus Infanterie und Kavallerie. Der Zusatz kommt in der Inschrift (CIL 11, 5632) vor.

Da es keine Hinweise auf den Namenszusatz milliaria (1000 Mann) gibt, war die Einheit eine Cohors equitata. Die Sollstärke der Kohorte lag bei 600 Mann (480 Mann Infanterie und 120 Reiter), bestehend aus 6 Centurien Infanterie mit jeweils 80 Mann sowie 4 Turmae Kavallerie mit jeweils 30 Reitern.

## Geschichte
Der erste Nachweis der Einheit in der Provinz Moesia Inferior beruht auf 2 Militärdiplomen, die auf das Jahr 99 datiert sind. In den Diplomen wird die Kohorte als Teil der Truppen aufgeführt, die in der Provinz stationiert waren. Weitere Diplome, die auf 105, 111, 125, 127, 145, 146 und 155 datiert sind, belegen die Einheit in derselben Provinz. Um 162/164 war die Kohorte mit Straßenbaumaßnahmen beschäftigt, was durch Meilensteine belegt ist.
Die Stationierung der Kohorte in der Provinz Mauretania Caesariensis ist umstritten (siehe Abschnitt Unsicherheiten).

## Standorte
Standorte der Kohorte in der Provinz Moesia Inferior waren möglicherweise:
- Sexaginta Prista (Rousse): Im Jahr 230 war die Einheit mit Reparaturarbeiten an dem Badehaus in Rousse beschäftigt. (CIL 3, 7473)

## Angehörige der Kohorte
Folgende Angehörige der Kohorte sind bekannt.

### Kommandeure
| - Lucius Alfius Restitutus, ein Präfekt - Marcus Maenius Agrippa Lucius Tusidius Campester, ein Präfekt | - Septimius Agathonicus (um 230) (CIL 3, 7473) |

## Unsicherheiten
Die Stationierung der Kohorte in der Provinz Mauretania Caesariensis ist umstritten. Auf dem Militärdiplom (CIL 16, 56), ausgestellt am 24.11.107 für die Provinz Mauretania Caesariensis, ist eine Cohors II Brittonum aufgeführt.
John Spaul geht davon aus, dass die Cohors II Brittonum mit der Cohors II Flavia Brittonum identisch ist, da es als Nachweise für die Existenz der Cohors II Brittonum nur das Diplom von 107 und eine Inschrift gibt (AE 1937, 44). Er vermutet, dass sich die Einheit zum Zweck der Rekrutierung vorübergehend in Mauretania Caesariensis aufhielt.
Ovidiu Țentea/Florian Matei-Popescu lehnen dies ab und gehen von 2 verschiedenen Einheiten aus. Sie halten es auch für möglich, dass L. Alfius Restitutus Kommandeur der Cohors II Brittonum war.
Jörg Scheuerbrandt listet die Cohors II Brittonum für Mauretania Caesariensis auf und gibt dafür 2 Militärdiplome an.